# Denis Nikolajewitsch Boizow

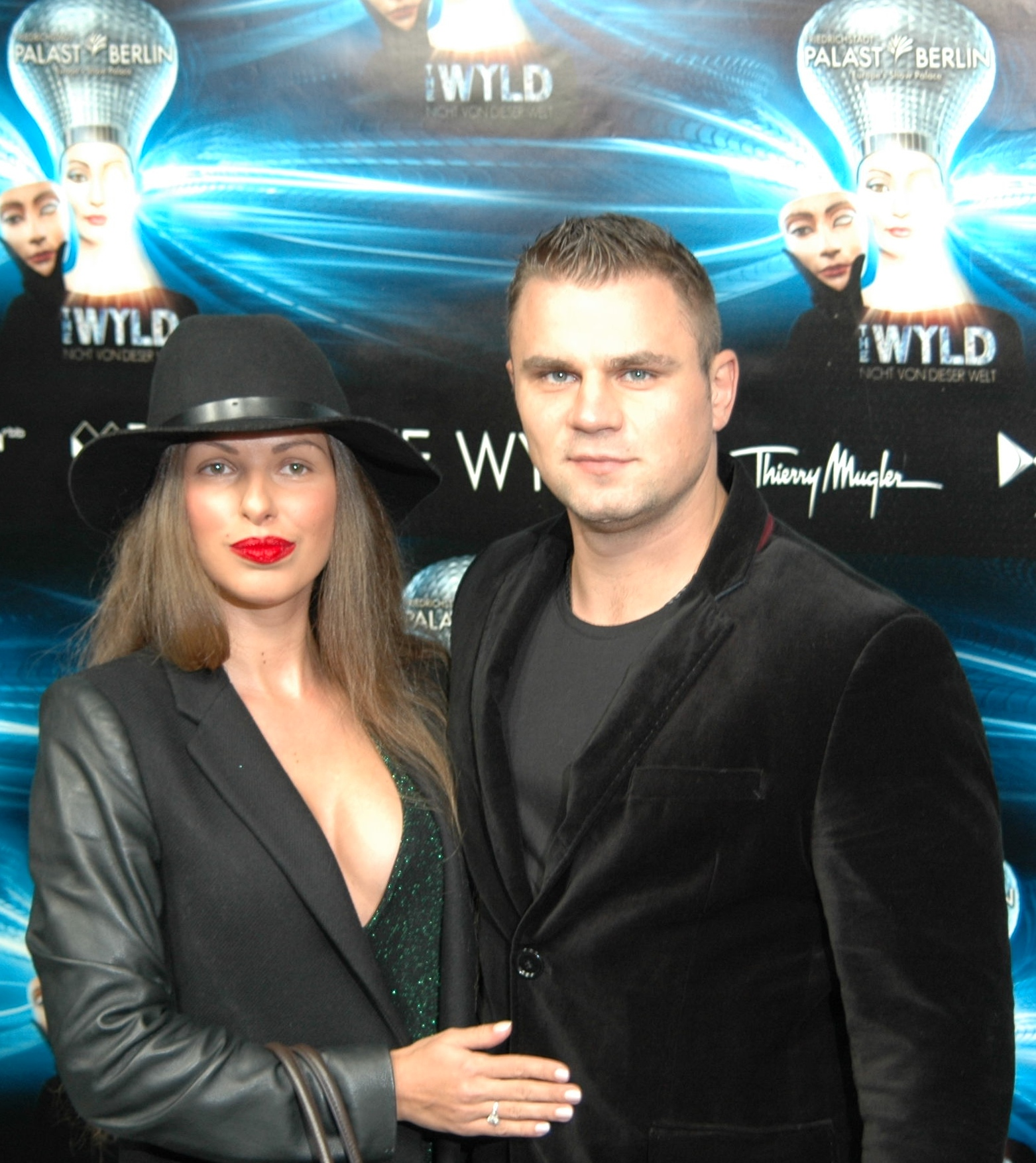
Boizow (re.), 2014

Denis Nikolajewitsch Boizow (russisch Денис Николаевич Бойцов, englische Transkription: Denis Boytsov; * 14. Februar 1986 in Orjol, Sowjetunion) ist ein russischer Boxer.

## Amateur
Boizow hatte als Jugendlicher schwere Gesundheitsprobleme (Herz, Wirbelsäule), konnte aber trotz einer nur relativ kurzen Amateurlaufbahn drei Weltmeistertitel gewinnen: In der Altersklasse der Kadetten (U-17) 2001 in Baku im Halbmittelgewicht und 2002 in Kecskemét im Halbschwergewicht, sowie bei den Junioren 2004 in Jeju als Superschwergewichtler. Bei der Kadetten-Europameisterschaft 2002 in Lemberg belegte er den zweiten Platz, da er zum Finalkampf verletzungsbedingt nicht antreten konnte.
Seine Bilanz ist 115-15. Bereits im Alter von 18 Jahren, also vor einem Übertritt in die Seniorenklasse der Amateure, wurde Boizow Profi.

## Profikarriere
2004 wechselte Boizow zu den Profis und unterschrieb zunächst bei Spotlight Boxing seinen ersten Profivertrag. Sein Trainer war zu der Zeit Fritz Sdunek. Am 9. September 2006 gewann er durch einen Sieg über den Tschechen Ondřej Pála den vakanten Juniorentitel des WBC-Verbandes. Ab 2007 stand Boizow bei Universum Box-Promotion unter Vertrag. Seinen ersten Kampf für Universum gewann Denis Boizow am 27. Januar 2007 gegen Sam Ubokane durch K.O. in der ersten Runde. Am 19. Januar 2008 besiegte er Tommy Connelly durch TKO in der ersten Runde. Daraufhin besiegte er Robert Hawkins, Fernely Feliz und Vinny Maddalone jeweils nach Punkten. Am 7. Februar 2009 kämpfte Boizow gegen Israel Carlos Garcia um den WBA Intercontinental-Titel. Er bezwang Garcia durch TKO in der zweiten Runde und gewann somit seinen ersten Titel bei den Senioren. Seine erste Titelverteidigung fand am 6. Juni 2009 in der König-Pilsener-Arena in Oberhausen gegen Taras Bidenko statt. In diesem Kampf zweier Stallkollegen gewann Boizow durch K.O. in der sechsten Runde. Bidenko musste somit seine dritte Niederlage einstecken. Seinen nächsten Kampf gewann Boizow gegen den Amerikaner Jason Gavern durch K.O. in der siebten Runde. Am 9. Januar 2010 besiegte er Kevin Montiy in der Bördelandhalle Magdeburg durch K.O. in der zweiten Runde. Am 19. November 2010 besiegte Boizow Mike Sheppard durch K.O.; Sheppard ging dabei in der 1. und 2. Runde mehrmals zu Boden. Nach der Insolvenz seines Boxstalls Universum Box-Promotion unterschrieb er im Juli 2013 einen Vertrag bei Sauerland Event. Am 23. November 2013 verlor Boizow gegen den Australier Alex Leapai, welcher ihn in der siebten und neunten am Boden hatte, einstimmig nach Punkten.
Boizow bestritt seinen letzten Profikampf am 21. März 2015 in Rostock gegen den Brasilianer Irineu Beato Costa Junior. Diesen Kampf gewann Boizow, nachdem Irineu Beato Costa Juniors Ecke in Runde 2 den Kampf durch Werfen des Handtuchs aufgab.
Am 3. Mai 2015 wurde Boizow mit schweren Kopfverletzungen und Alkohol im Blut in einem Berliner U-Bahn-Tunnel gefunden und anschließend in ein künstliches Koma versetzt. Aus Mangel an Hinweisen auf eine Straftat stellte die Staatsanwaltschaft die Ermittlungen im Juni 2015 ein. Nach der Auswertung von Zeugenaussagen und Videoaufnahmen ging die Polizei von einem Unfall aus, die genauen Umstände blieben unklar. Boizow wurde mehrmals am Kopf operiert und lag beinahe sieben Wochen lang im Koma. Er konnte anschließend selbständig atmen, musste aber künstlich ernährt werden, konnte sich aber weder bewegen noch sprechen. Rund ein Jahr später hatte der mittlerweile in einer Berliner Krankeneinrichtung untergebrachte Boizow dank verschiedener Therapiemaßnahmen einfache Bewegungen wiedererlangt, konnte aber nach wie vor nicht sprechen, war weiterhin ans Bett gefesselt und ein Pflegefall. Im August 2021 wurde Boizow in seine russische Heimat überführt, wo er seither in häuslicher Pflege untergebracht ist.

## Kampfbilanz
| Jahr | Tag           | Ort                                                                 | Gegner / Kampfziel         | Ergebnis für Boizow         |
| ---- | ------------- | ------------------------------------------------------------------- | -------------------------- | --------------------------- |
| 2004 | 21. September | Universum Gym, Wandsbek, Hamburg, Deutschland                       | Imrich Borka               | Sieg / TKO 1. Runde         |
| 2004 | 26. Oktober   | Scandlines Arena, Rostock, Mecklenburg-Vorpommern, Deutschland      | Ervin Slonka               | Sieg / TKO 1. Runde         |
| 2004 | 16. November  | Kugelbake-Halle, Cuxhaven, Niedersachsen, Deutschland               | Aleh Dubiaha               | Sieg / TKO 1. Runde         |
| 2004 | 14. Dezember  | Freizeit Arena, Sölden, Österreich                                  | Aleh Tsukanau              | Sieg / TKO 2. Runde         |
| 2005 | 15. Januar    | Bördelandhalle, Magdeburg, Sachsen-Anhalt, Deutschland              | Ladislav Slezak            | Sieg / KO 1. Runde          |
| 2005 | 26. Februar   | Color Line Arena, Bahrenfeld, Hamburg, Deutschland                  | Vance Winn                 | Sieg / KO 1. Runde          |
| 2005 | 28. Juni      | Kugelbake-Halle, Cuxhaven, Niedersachsen, Deutschland               | O’Neil Murry               | Sieg / TKO 1. Runde         |
| 2005 | 2. Juli       | Color Line Arena, Bahrenfeld, Hamburg, Deutschland                  | Jerome Guennou             | Sieg / KO 1. Runde          |
| 2005 | 28. September | Color Line Arena, Bahrenfeld, Hamburg, Deutschland                  | Janos Somogyi              | Sieg / TKO 1. Runde         |
| 2005 | 25. Oktober   | TV-Studio 44, Wien, Österreich                                      | Ihar Shukala               | Sieg / KO 1. Runde          |
| 2005 | 13. Dezember  | Freizeit Arena, Sölden, Österreich                                  | Zoltan Petranyi            | Sieg / KO 2. Runde          |
| 2006 | 4. Februar    | Burg-Wächter Castello, Düsseldorf, Nordrhein-Westfalen, Deutschland | Hein van Bosch             | Sieg / TKO 6. Runde         |
| 2006 | 7. März       | Kugelbake-Halle, Cuxhaven, Niedersachsen, Deutschland               | Radoslav Milutinovic       | Sieg / KO 2. Runde          |
| 2006 | 27. Mai       | Zenith, München, Bayern, Deutschland                                | Jucimar Francisco Hipolito | Sieg / KO 1. Runde          |
| 2006 | 25. Juli      | Sportschule Sachsenwald, Eimsbüttel, Hamburg, Deutschland           | Edson Cesar Antonio        | Punktsieg (8 Runden)        |
| 2006 | 9. September  | Bordelandhalle, Magdeburg, Sachsen-Anhalt, Deutschland              | Ondrej Pala                | Sieg / TKO 5. Runde         |
| 2007 | 27. Januar    | Burg-Wächter Castello, Düsseldorf, Nordrhein-Westfalen, Deutschland | Sam Ubokane                | Sieg / KO 1. Runde          |
| 2007 | 14. Juli      | Color Line Arena, Bahrenfeld, Hamburg, Deutschland                  | Juan Antonio Diaz          | Punktsieg (6 Runden)        |
| 2007 | 30. November  | DM-Arena, Karlsruhe, Baden-Württemberg, Deutschland                 | Ademar Leonardo Correa     | Sieg / KO 1. Runde          |
| 2008 | 19. Januar    | Burg-Wächter Castello, Düsseldorf, Nordrhein-Westfalen, Deutschland | Tommy Connelly             | Sieg / TKO 1. Runde         |
| 2008 | 26. April     | Freiberger Arena, Dresden, Sachsen, Deutschland                     | Robert Hawkins             | Punktsieg (8 Runden)        |
| 2008 | 5. Juli       | Gerry-Weber-Stadion, Halle, Nordrhein-Westfalen, Deutschland        | Fernely Feliz              | Punktsieg (10 Runden)       |
| 2008 | 15. November  | Burg-Wächter Castello, Düsseldorf, Nordrhein-Westfalen, Deutschland | Vinny Maddalone            | Punktsieg (8 Runden)        |
| 2009 | 7. Februar    | Stadthalle, Rostock, Mecklenburg-Vorpommern, Deutschland            | Israel Carlos Garcia       | Sieg / TKO 2. Runde         |
| 2009 | 6. Juni       | König-Pilsener-Arena, Oberhausen, Nordrhein-Westfalen, Deutschland  | Taras Bidenko              | Sieg / TKO 6. Runde         |
| 2009 | 10. Oktober   | Stadthalle, Rostock, Mecklenburg-Vorpommern, Deutschland            | Jason Gavern               | Sieg / KO 7. Runde          |
| 2010 | 9. Januar     | Bordelandhalle, Magdeburg, Sachsen-Anhalt, Deutschland              | Kevin Montiy               | Sieg / KO 2. Runde          |
| 2010 | 19. November  | Universum Gym, Wandsbek, Hamburg, Deutschland                       | Mike Sheppard              | Sieg / KO 2. Runde          |
| 2011 | 24. September | Dima-Sportcenter, Lohbrügge, Hamburg, Deutschland                   | Matthew Greer              | Sieg / TKO 6. Runde         |
| 2012 | 28. Januar    | Grand Elysée, Rotherbaum, Hamburg, Deutschland                      | Darnell Wilson             | Sieg / KO 4. Runde          |
| 2012 | 13. April     | Lanxess-Arena, Köln, Nordrhein-Westfalen, Deutschland               | Dominick Guinn             | Punktsieg (10 Runden)       |
| 2013 | 15. Februar   | BC Noble Art, Deinze, Oost-Vlaanderen, Belgien                      | Samir Kurtagic             | Punktsieg (8 Runden)        |
| 2013 | 15. Juni      | Karl Eckel Halle, Hattersheim am Main, Hessen, Deutschland          | Oleksandr Nesterenko       | Sieg / KO 3. Runde          |
| 2013 | 23. November  | Stechert Arena, Bamberg, Bayern, Deutschland                        | Alex Leapai                | Punktniederlage (10 Runden) |
| 2014 | 30. August    | Gerry-Weber-Stadion, Halle, Nordrhein-Westfalen, Deutschland        | Timur Musafarov            | Punktsieg (10 Runden)       |
| 2014 | 6. Dezember   | EWE-Arena, Oldenburg, Niedersachsen, Deutschland                    | George Arias               | Punktsieg (8 Runden)        |
| 2015 | 21. März      | Stadthalle Rostock, Rostock, Mecklenburg-Vorpommern, Deutschland    | Irineu Beato Costa Junior  | Sieg / Aufgabe 2. Runde     |